# Fyrverkeritårta

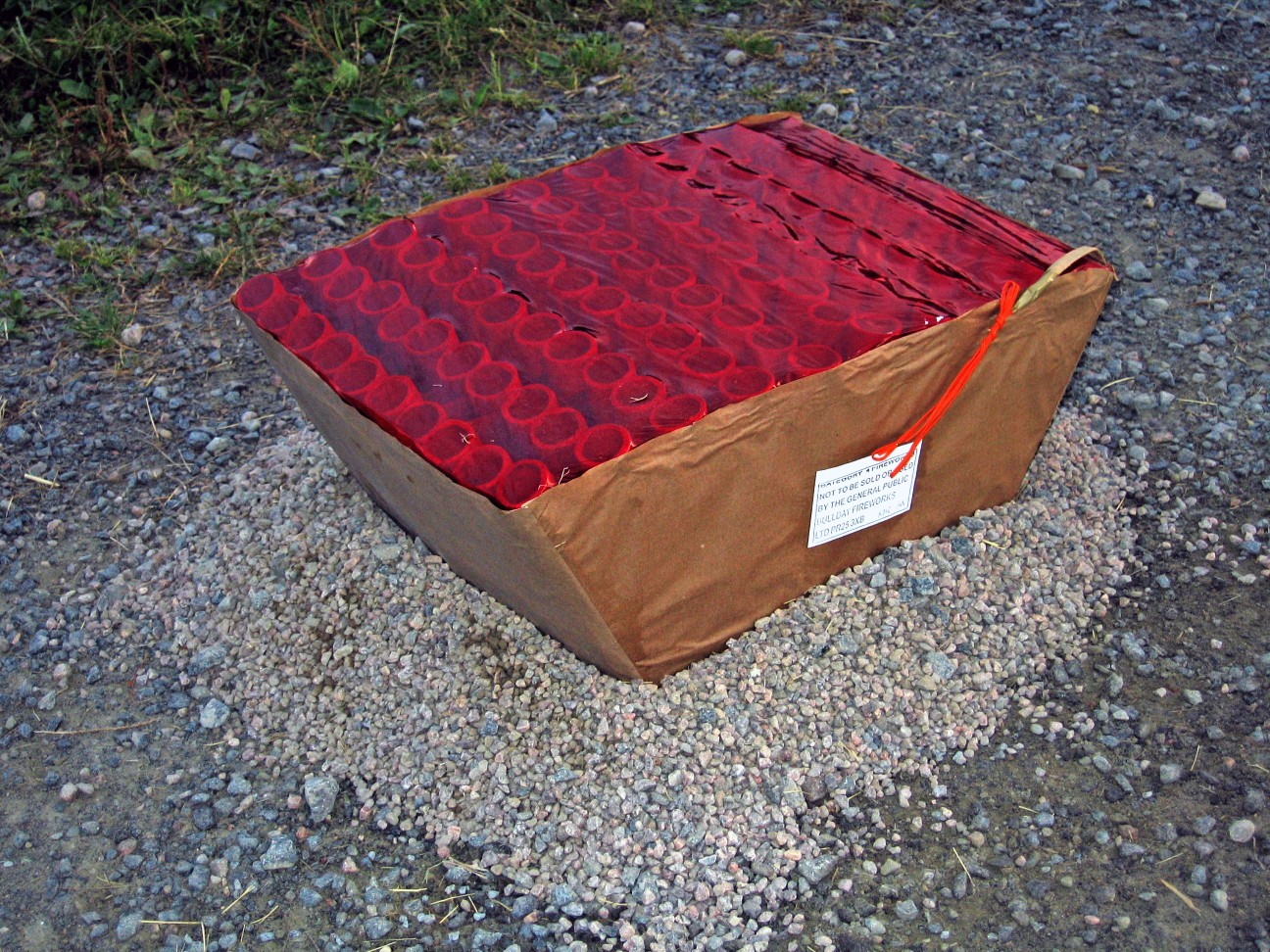
Fyrverkeritårta för professionellt bruk med hundra skott i solfjäderform

Fyrverkeritårta eller "tårta" som den ofta kallas är en fyrverkeripjäs som består av flera serie- eller parallellkopplade effekter. De första tårtorna som kom till Europa och Sverige var runda och klädda som en tårta. (På engelska kallas den "cake") Tårtan består i regel av en större mängd papprör, som vardera innehåller en drivladdning och en eller flera pyrotekniska effekter. Effekterna kan vara av olika slag, ibland endast en eldbägare eller komet med eller utan svans, som stiger upp, men bombetter (mindre oftast cylindriska fyrverkerieffekter) samt fyrverkeribomber av olika slag är bland de vanligaste effekterna. Mörsarrören i en tårta som säljs till konsument, har oftast en storlek på en halv till två och en halv tum (65 mm).
Tårtan tänds med en stubin. Den är kopplad till alla separata pjäser i tårtan så att de tänds i förutbestämd ordning. En traditionell tårta har endast uppstigningar rakt upp i luften. Vissa tårtor har endast samma bestämda fördröjning mellan varje pjäs, men det är även vanligt med flera uppstigningar samtidigt. På senare tid har det även kommit tårtor som sveper fram och tillbaka (Z-tårtor), skjuter salvor av skott i solfjädersform och även andra former finns.
Tårtor är populära pjäser i fyrverkerier. Då de endast har en tändpunkt till flera effekter minimeras riskerna för olyckor. Genom sin stora rektangulära botten står de stadigt under avbränningen. Större tårtor med flera hundra effekter innehåller dessutom ibland en final med extra spektakulära sluteffekter och lämpar sig väl till när man behöver ett mindre fyrverkeri. 
I Sverige är ej tårtor med satsvikt (krutvikt) över 1 kg tillåtna för privatpersoner. Större tårtor upp till 4", utan satsviktsbegränsning, får endast hanteras av den som har 154-tillstånd och används vanligen endast i professionella fyrverkerier.